# The Last Boy Scout
The Last Boy Scout (pt: A Fúria do Último Escuteiro / br: O Último Boy Scout) é um filme de ação norte-americano de 1991 dirigido por Tony Scott e estrelado por Bruce Willis e Damon Wayans. Produzido pela Warner Bros. e Geffen Pictures, e com trilha sonora de Michael Kamen.

## Sinopse
O Ex-agente secreto alcoólico Joe Hallenbeck, interpretado por Bruce Willis, e um ex-astro do futebol americano viciado em cocaína (Damon Wayans) se unem para investigar o assassinato de uma stripper.

## Elenco
- Bruce Willis .... Joe Hallenbeck
- Damon Wayans .... Jimmy Dix
- Chelsea Field .... Sarah Hallenbeck
- Noble Willingham .... Sheldon Marcone
- Taylor Negron .... Milo
- Danielle Harris .... Darian Hallenbeck
- Halle Berry .... Cory
- Bruce McGill .... Mike Matthews
- Badja Djola .... Alley Thug
- Kim Coates .... Chet
- Chelcie Ross .... senador Baynard
- Joe Santos .... Bessalo
- Clarence Felder .... McCoskey
- Tony Longo .... Big Ray Walston
- Frank Collison .... Pablo
- Eddie Griffin .... DJ